# 국립 인문 연구 대학교
국립 인문 연구 대학교(러시아어: Государственный академический университет гуманитарных наук)는 러시아 모스크바에 위치한 연구 중심 국립 대학교이다. 러시아 과학원 부설 대학교로 최초에는 러시아 인문 교육원과 국립 인문 대학교로 출발하였다.

## 학부
국립인문연구대학교의 학부는 러시아 과학원 산하 연구소와 밀접하게 연계되어 있다.
- 역사학부 - 러시아 과학원 역사 연구소
- 국제정치학부 - 러시아 과학원 미국 및 캐나다 연구소
- 정치학부 - 러시아 과학원 철학 연구소
- 법학부 - 러시아 과학원 국가 및 법학 연구소
- 심리학부 - 러시아 과학원 심리학 연구소
- 철학부 - 러시아 과학원 철학 연구소
- 경제학부 - 러시아 과학원 중앙 경제 연구소
- 문화예술행정학부 - 러시아 과학원 출판부 '나우카'
- 동양학부 - 러시아 과학원 동양학 연구소